# Saliwka (obwód połtawski)
Saliwka (ukr. Салівка) – wieś na Ukrainie, w obwodzie połtawskim, w rejonie krzemieńczucki. W 2001 liczyła 920 mieszkańców, spośród których 845 wskazało jako ojczysty język ukraiński, 69 rosyjski, 1 mołdawski, 1 węgierski, 1 rumuński, a 3 białoruski.